# 弦楽四重奏曲第2番 (シュニトケ)
弦楽四重奏曲第2番は、ロシアの作曲家アルフレート・シュニトケが1980年に作曲した弦楽四重奏曲である。

## 作曲の経緯
作品は、映画音楽の作曲も手がけていたシュニトケと友人でもあった、女性映画監督のラリーサ・シェピチコが1979年に事故によって亡くなったことを受け、彼女との思い出に捧げられている。

## 楽曲構成
全4楽章からなり、各楽章は切れ目なく演奏される。演奏時間は約22分。
- 第1楽章 モデラート
- 第2楽章 アジタート
- 第3楽章 メスト
- 第4楽章 モデラート

作品は全体を通じて16世紀、17世紀のロシア正教会の聖歌が素材として使用されている。